# Kloster Willebadessen
Das Kloster Willebadessen war eine Einrichtung der Benediktinerinnen. Es wurde 1149 gegründet und bestand bis zur Aufhebung 1810. Die Klosterkirche ist heute Pfarrkirche von Willebadessen. Die Klosteranlagen gingen in Adelsbesitz über, waren von 1979 bis Ende 2016 Eigentum der Stiftung Europäischer Skulpturenpark Willebadessen und sind nun wieder im Besitz der Freiherren von Wrede.

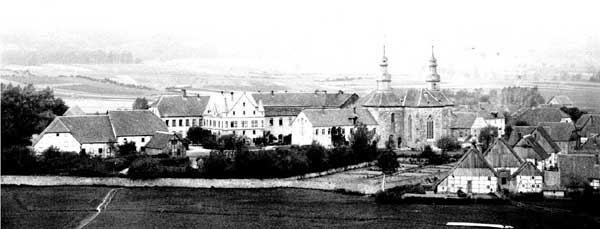
Ansicht der Klosteranlage um 1910

## Geschichte

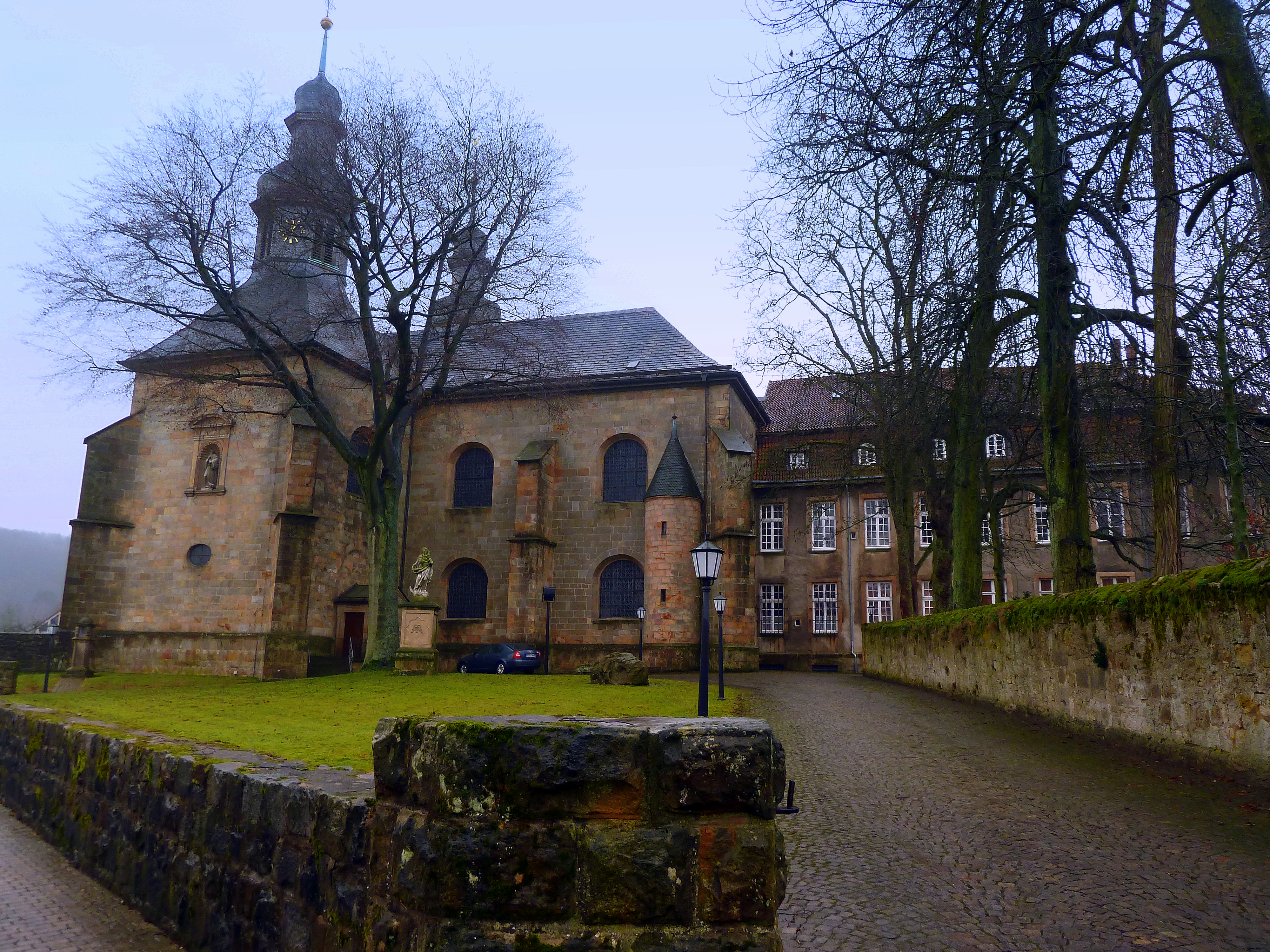
Ehemalige Klosterkirche St. Vitus

Der Paderborner Bischof Bernhard I. von Oesede gründete 1149 bei einer bestehenden Siedlung mit einer kleinen Kirche das Kloster. Kirche und Pfarrgut übergab er dem Kloster. Ein weiterer Stifter, der die ökonomischen Grundlagen zur Verfügung stellte, war nach einer Darstellung ein bischöflicher Ministerialer mit Namen Lutold von Osdagessen. Nach anderen Angaben handelte es sich um Ludolf von Oesede, einen Bruder des Bischofs. Dessen sechs Töchter traten in das Kloster ein. Der Stifter und weitere Ministeriale vermehrten in den Folgejahren durch weitere Schenkungen den Besitz des Klosters. Die päpstliche Bestätigung folgte 1183. Die Vogtei befand sich zeitweise in der Hand der Grafen von Schwalenberg.
Geweiht war die Klosterkirche den Heiligen Vitus, Cosmas und Damian und Maria. Das Visitationsrecht wechselte zwischen dem Abdinghofkloster und der Abtei Marienmünster. Deren Vertreter war der Propst. Der Konvent bestand zunächst aus Angehörigen des niederen Adels der Region. Später kamen auch Bürgerliche hinzu. Geleitet wurde die Einrichtung von einer Priorin, die später als Äbtissin bezeichnet wurde. Hinzu kam eine Subpriorin.
Der Paderborner Bischof erlaubte dem Kloster 1317 auf Basis der bestehenden Siedlung die Gründung der Stadt Willebadessen. Im Laufe der Zeit ließ die Klosterzucht nach. Auf Veranlassung von Bischof Simon III. zur Lippe schloss sich das Kloster 1473 der reformorientierten Bursfelder Kongregation an. Damit einher ging eine neue Blütezeit des Klosters. In dieser Zeit kam es unter anderem zu baulichen Veränderungen. Im Inneren wurde die Kirche neu ausgestattet.

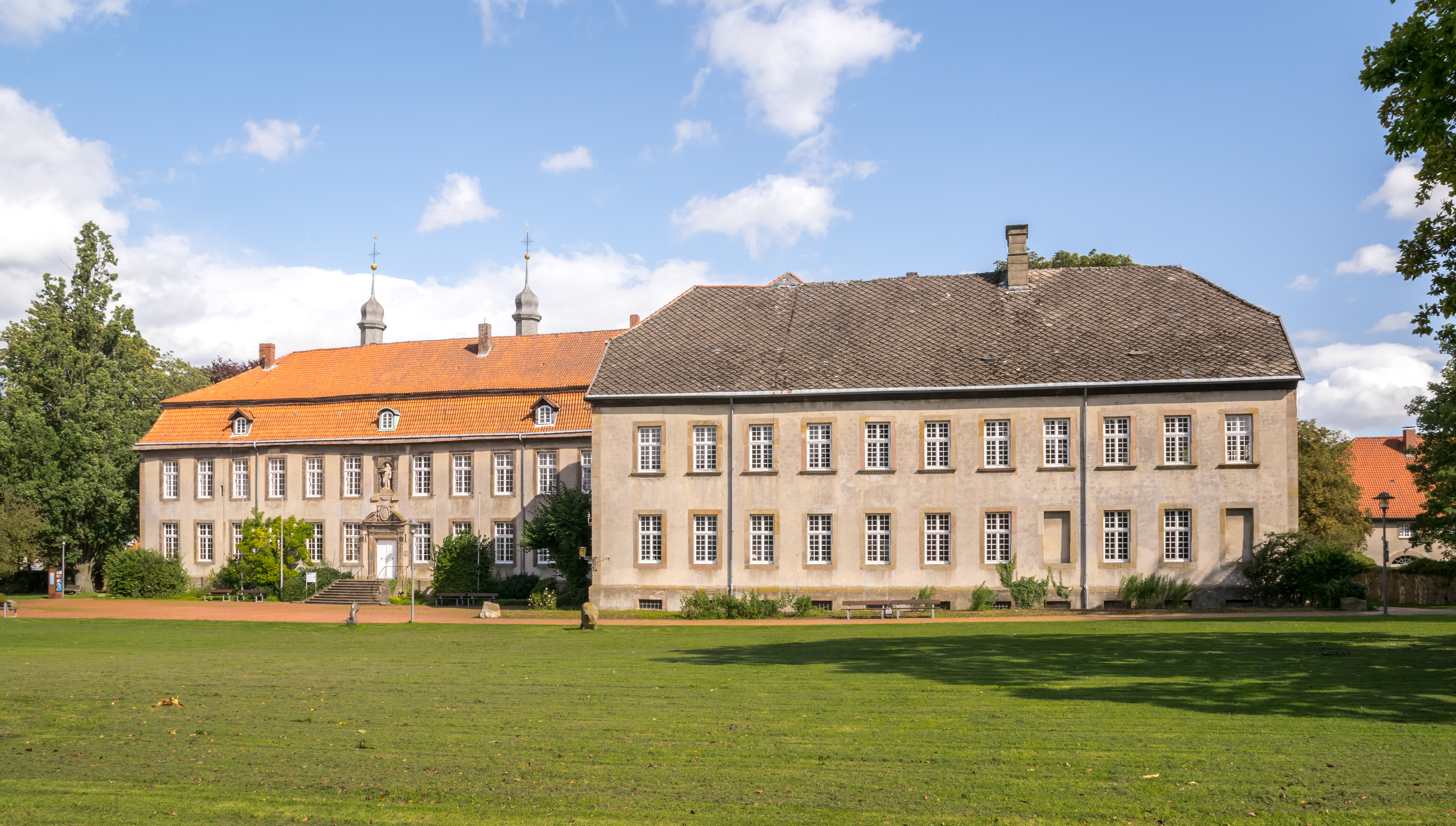
Konventsgebäude und Abtei

Zur Zeit der Reformation hielten die Nonnen am Katholizismus fest. Während des Dreißigjährigen Krieges litt das Kloster unter dem Einfall hessischer Truppen 1634. Die Klosterinsassinnen mussten fliehen. Nach dem Ende des Krieges kam es zu einem neuen Aufschwung und einem Neubau fast der gesamten Anlage seit dem Ende des Jahrhunderts.
Die Klosterzucht ließ im 18. Jahrhundert erneut nach. Fürstbischof Wilhelm Anton von der Asseburg bemühte sich weitgehend vergeblich um Veränderungen, die aber bei den Nonnen auf Widerstand stießen. Die bischöflichen Anordnungen konnten erst unter Friedrich Wilhelm von Westphalen durchgesetzt werden.
Das Kloster wurde am 7. Juni 1810 aufgelöst und die Anlage wurde noch im selben Jahr vom „königlich-westphälischen Gouvernement“ an den Kammerherrn Freiherr von Spiegel zu Borlinghausen verkauft. Damals lebten dort noch außer der Äbtissin zwölf Chorschwestern und fünf Laienschwestern. Sie erhielten eine Pension und lebenslanges Wohnrecht im Konventsgebäude. Die Klosterkirche wurde 1830 zur Pfarrkirche des Ortes Willebadessen.
1839 erwarb der Eisenhüttenbesitzer Theodor Ulrich aus Bredelar die sonstigen Klosteranlagen von der Enkelin des Kammerherrn Freiherr von Spiegel. Nach verschiedenen anderen Besitzern erwarb 1871 die Familie von Wrede die Anlagen. Sie wurden 1977 an die Stiftung Europäischer Skulpturenpark übertragen. In den Gebäuden fanden in der Folge vielbeachtete Ausstellungen statt. Da die Stiftung die Unterhaltskosten für das Kloster nicht mehr tragen konnte, erfolgte zum Jahreswechsel 2016/17 die Rückübertragung an Konstantin Freiherr von Wrede.

## Bauten und Ausstattung

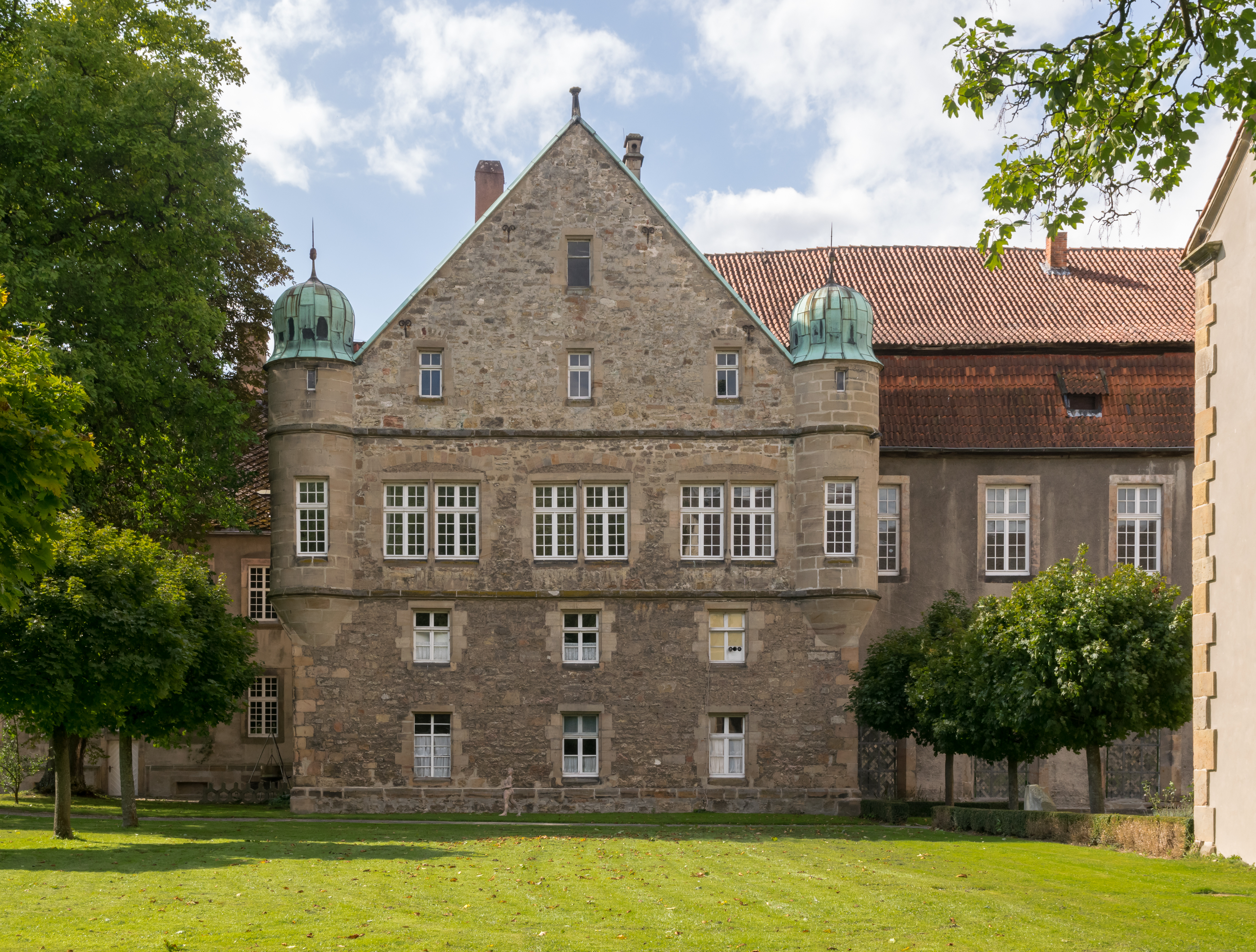
Abtei

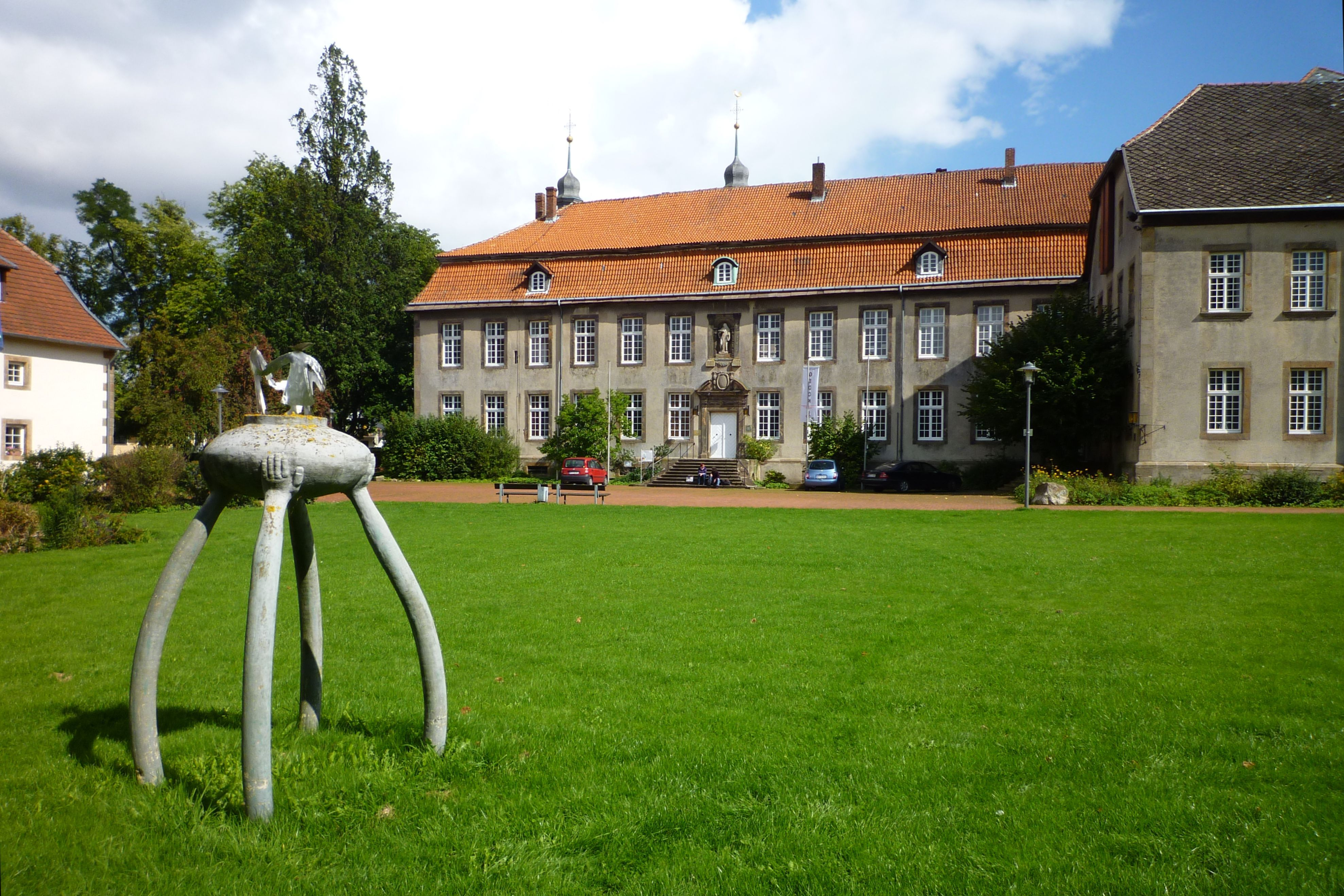
Skulpturengarten

Die Abtei ist eine dreiflügelige, weitgehend barocke Anlage mit Kreuzgang und barockisierender Kirche. Früher war die Gesamtanlage von drei Seiten mit einem Wassergraben und einer doppelten Umfassungsmauer umgeben. Innerhalb der Mauern lagen verschiedene kleinere Klostergärten. Die Abtei orientierte sich am Idealplan eines benediktinischen Klosters.
Die Kirche und der Ostflügel des Klosters mit dem Kapitelsaal stammen aus dem dritten Viertel des 12. Jahrhunderts. Der Südflügel wurde 1871 abgerissen. Die Kirche war ursprünglich eine kreuzförmige, dreischiffige Pfeilerbasilika. Sie wurde in den folgenden Jahrhunderten mehrfach umgestaltet. In der Barockzeit wurde das nördliche Seitenschiff abgerissen. Es existiert noch die Gründerkapelle mit den Gräbern des Stifters, seiner Frau und seiner Töchter. Die Kapelle war zweischiffig und wurde im 19. Jahrhundert verkleinert.
Zu den ältesten und bedeutendsten Ausstattungsstücken der Kirche gehört der aus Eibenholz bestehende und mit Silber und Gold geschmückte Vitusschrein in Form eines Tragealtars aus der Zeit um 1200. Ein Hochaltar von 1521 stammt von Gert van Loon. Teile der Retabelflügel befinden sich heute im LWL-Landesmuseum für Kunst und Kulturgeschichte in Münster.
Insgesamt gibt die heutige Anlage den Zustand der Zeit des 18. Jahrhunderts wieder. Die Um- und Neubauten der Klostergebäude begannen 1700 im Bereich des Kreuzgangs. Der alte romanische Kreuzgang wich einem Neubau. Der Abschluss des barocken Umbaus des Konventsgebäudes war mit dem Bau des Westflügels als Gästetrakt 1713 zunächst abgeschlossen. Im Jahr 1744 wurde das Gebäude der Äbtissin errichtet.
Hinzu kamen die Wirtschaftsgebäude. In der Schmiede von 1688 befindet sich heute das Haus des Gastes und in der Scheune von 1738 ein Seminargebäude der Auslandsgesellschaft von Nordrhein-Westfalen. Ein Stallgebäude stammt aus dem Jahr 1748. Den ehemaligen Garten der Äbtissin umschließt eine barocke Umfriedungsmauer.

## Klosterarchiv
Das Archiv des Klosters ging mit den Bauten zunächst in die Hände der Familie der Freiherren von Wrede über. Es befindet sich zum Großteil im bischöflichen Archiv in Paderborn. Einzelne Teile besitzen der Altertumsverein Paderborn, das Landesarchiv NRW Abteilung Westfalen in Münster oder liegen als Depositum des Adelsarchivs Willebadessen im LWL-Archivamt für Westfalen.